# Ема Грен Трегаро
Ема Ана-Марија Грен (швед. Emma Green, Бергшен, 8. децембар 1984) је шведска атлетичарка, специјалиста за скок увис.
Ема Грен је освојила бронзану медаљу на Светском првенству 2005. у Валенцији. Представљала је Шведску на Олимпијским играма 2008. у Пекингу. а на последњем Европском првенству 2010. у Барселони освојила је друго место са новим личним рекордом 2,01 м.

## Биографија
Ема Греен је рођен у Бергсјону, Шведска, где је живела са мајком Маријом, оцем Ленартом и млађим братом Ериком. Завршила је гимназију у 2003. Од 2002. учествује на светском јуниорском првенству, а 2005 на Европском првенству у дворани и Светском првенству у Валенцији, постиже свој највећи успех до тада освајањем бронзане медаље. Велики успех понавља на Европском првенству 2010. где је најбољим скоком каријере од 2,01 m освојила сребрну медаљу.
Она је и чланица националне штафете 4x100 m заједно са сестрама Џени и Сузан Калур, седмобојком Каролином Клифт и спринтерком Емом Ријенас.
Ема Грен је шведска првакиња у трчању на 100 м, 200 м и скоку удаљ и такође је у врху националних троскокашица.
Њен тренер и дечко је Јаник Трагеро, који је био и тренер бивше скакачице увис Кајсе Бергквист и троскокаша Кристијана Олсона.

## Значајнији резултати
| Год. | Такмичење                     | Место                           | Пласман    | Резултат          | Белешка |
| ---- | ----------------------------- | ------------------------------- | ---------- | ----------------- | ------- |
| 2002 | Светско првенство за јуниоре  | Кингстон, Јамајка               | 9          |                   |         |
| 2003 | Европско првенство за јуниоре | Тампере, Финска                 | 3          |                   |         |
| 2005 | Европско првенство у двпрани  | Мадрид, Шпанија                 | 8          |                   |         |
| 2005 | Европско првенство - У-23     | Ерфурт, Немачка                 | 2          |                   |         |
| 2005 | Светско првенство             | Хелсинки, Финска                | 3          | 1,96 м            |         |
| 2006 | Светско првенство у дворани   | Москва, Русија                  | 14 (квал.) | 1,90 м            |         |
| 2006 | Европски куп                  | Малага, Шпанија                 | 5          | 200 метара        |         |
| 2006 | Европско првенство            | Гетеборг, Шведска               | 11         | Скок увис         |         |
| 2006 | Европско првенство            | Гетеборг, Шведска               | 5          | штафета 4 x 100 м |         |
| 2007 | Европско првенство у дворани  | Бирмингем, Уједињено Краљевство | 6 (квал.)  |                   |         |
| 2007 | Светско првенство             | Осака, Јапан                    | 7          | 1,94 м            |         |
| 2007 | Светско атлетско финале       | Штутгарт, Немачка               | 8          |                   |         |
| 2008 | Светско првенство у дворани   | Валенсија, Шпанија              | 13 (квал.) | 1,86 м            |         |
| 2008 | Олимпијске игре               | Пекинг, Кина                    | 9          | 1,96 м            |         |
| 2009 | Европско екипно првенство     | Леирија, Португал               | 5          |                   |         |
| 2009 | Светско првенство             | Берлин, Немачка                 | 7          | 1,96 м            |         |
| 2010 | Светско првенство у дворани   | Доха, Катар                     | 5          | 1,94 м            |         |
| 2010 | Европско првенство            | Барселона, Шпанија              | 2          | 2,01 м            | ЛР      |
| 2011 | СП на отвореном               | Тегу, Јужна Кореја              | 11         | 1,89              |         |
| 2012 | СП у дворани                  | Истанбул, Турска                | 9          | 1,92              |         |
| 2012 | ЕП на отвореном               | Хелсинки, Финска                | 3          | 1,92              |         |
| 2012 | Олимпијске игре               | Лондон, УК                      | 8          | 1,93              |         |
| 2013 | ЕП у дворани                  | Гетеборг, Шведска               | 3          | 1,96              |         |
| 2013 | СП на отвореном               | Москва, Русија                  | 5          | 1,97              |         |
| 2014 | СП у дворани                  | Сопот, Пољска                   | 5          | 1,94              |         |

## Лични рекорди
на отвореном
- 60 м. — 7,52 Гетеборг, 11. децембар 2005
- 100 м. — 11,58 (2,0 ветар) Доха, 12. мај 2006
- 200 м. — 23,02 (0,6) Малага, 29. мај. 2006
- 400 м. — 54,95 Малме, 22. август 2006
- Скок увис — 2,01 Барселона, 1. август 2010
- Скок удаљ — 6,41 (0,9) Хелсинборг, 21. август 2005
- Троскок — 13,39 (1.2) Васа, 23. јун 2007

у дворани
- 60 м. — 7,42 Гетеборг, 18. фебруар 2006
- Скок увис — 1,98 Малме, 23. фебруар 2008
- Троскок — 13,69 Sätra, 26. фебруар 2006